# Медьма (Гиїнське сільське поселення)
Медьма́ (рос. Медьма) — присілок у складі Кезького району Удмуртії, Росія.

## Населення
Населення — 53 особи (2010; 95в 2002).
Національний склад станом на 2002 рік:
- удмурти — 94 %